# Flandern
För andra betydelser, se Flandern (olika betydelser).

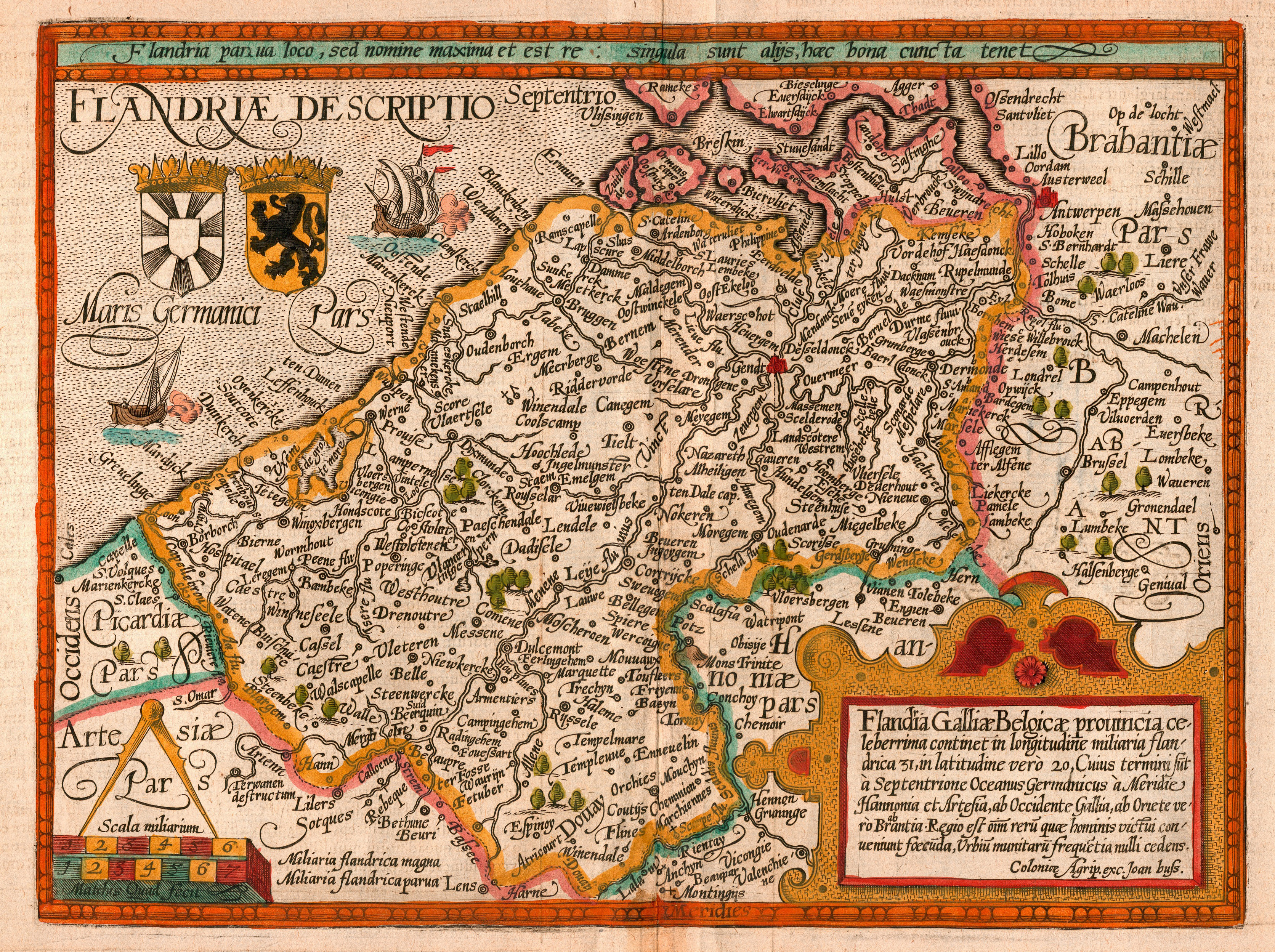
1609 års karta över Flandern, av den nederländske kartografen Matthies Quad (1557–1613) och den tyske gravören Johann Bussemacher (1580–1613).

Flandern (nederländska: Vlaanderen, franska: Flandre) är den mestadels nederländskspråkiga (flamländska) regionen i Belgien. Det historiska grevskapet beläget mellan Nordsjön och floden Schelde är bara en del. Stora områden tillhör det historiska hertigdömet Brabant.

## Historia
År 862 blev Balduin Bras-de-Fer, en svärson till kejsar Karl II första greve över Flandern. I och med delningen av Frankerriket på 800-talet hamnade Flandern under fransk intressesfär. Dess grevar fick ändå nästintill självständighet. På 1000-talet expanderade man åt öster. På 1100-talet dog ätten av grevar ut. Därför blev 1191 greven av Hainaut greve över Flandern, och områdena enades därmed. 
Städerna Gent, Brygge och Ypern var under långa perioder relativt självständiga, vilket bland annat berodde på städernas ylle- och linindustri i kombination med omfattande handel. Detta varade till det tidiga 1300-talet, då frankerna successivt annekterade områdena, bland annat som följd av pesten, hundraårskriget och förändrade handelsmönster.
Vid de gyllene sporrarnas slag den 11 juli 1302 slog de flamländska städerna tillbaka den franska adeln, när den franske kungen ville visa vem som bestämde i området. Den 11 juli blev sedan Flanderns egen nationaldag, vid sidan av Belgiens nationaldag den 21 juli.
1384 gavs Flandern till Hertigen av Bourgogne. Detta medförde att området blev huset Habsburgs från 1477 och från år 1556 spanskt. De västra områdena blev emellertid franska genom avtal och krig 1659, 1668 och 1678.
1993 var en milstolpe i Flanderns vilja till större självstyre då Belgien gjordes om till en federal stat.

## Politik
Flandern driver en starkt regionellt baserad politik som utmanar den belgiska centralmakten. Flandern har återkommande bedrivit en egen utrikespolitik kontra den belgiska. Det nationalistiska partiet Vlaams Belang vill ha ett självständigt Flandern och förespråkar att personer med icke-flamländsk bakgrund ska assimilera sig till flamländsk kultur. Även Ny-Flamländska Alliansen är anhängare av suveränitet.
Från att ha varit ganska konservativ avseende eventuell självständighet radikaliserades den flamländska opinionen betydligt efter CD&V:s valseger i de federala valen 2007. Främst på grund av de franskspråkiga partiernas vägran att gå med på en ny statsreform med ytterligare befogenheter till delstaterna samt en delning av valkretsen Bryssel-Halle-Vilvoorde.
Flandern delar politiska institutioner med Flamländska gemenskapen som är en Belgiens federala gemenskaper. Genom detta är regering och parlament placerade i Bryssel, trots att det endast är genom den federala gemenskapen och inte regionen man har politiskt inflytande där.

## Provinser
Flandern täcker 13 522 km2 och är indelat i fem provinser, 22 arrondissemement och 300 kommuner. Regionen bildades 1995.
| Provins | Provins             | Huvudstad       | Arrondissement                                                        | Tätorter | Yta       | Befolkning (1 januari 2018) | Täthet  |
| ------- | ------------------- | --------------- | --------------------------------------------------------------------- | -------- | --------- | --------------------------- | ------- |
| 1       | Antwerpen           | Antwerpen       | Antwerpen, Mechelen, Turnhout                                         | 69       | 2 867 km² | 1 847 486                   | 644/km² |
| 2       | Flamländska Brabant | Leuven          | Halle-Vilvoorde, Leuven                                               | 65       | 2 106 km² | 1 138 489                   | 541/km² |
| 3       | Limburg             | Hasselt         | Hasselt, Maaseik, Tongeren                                            | 42       | 2 414 km² | 870 880                     | 360/km² |
| 4       | Östflandern         | Gent            | Aalst, Dendermonde, Eeklo, Gent, Oudenaarde, Sint-Niklaas             | 60       | 2 991 km² | 1 505 053                   | 505/km² |
| 5       | Västflandern        | Brygge (Brugge) | Brygge, Diksmuide, Ypres, Kortrijk, Ostende, Roeselare, Tielt, Veurne | 64       | 3 125 km² | 1 191 059                   | 379/km² |

Baarle-Hertog, en av kommunerna i provinsen Antwerpen, utgör delvis ett system av exklaver omgivet av nederländskt territorium.

## Industri
Flandern har efter andra världskriget utvecklats till Belgiens viktigaste industriregion och här finns en rad fabriker, inte minst inom bilindustrin. Bland annat i Antwerpen har Opel/Vauxhall sedan 1920 tillverkning och i Gent har Volvo sedan 1964 en fabrik som utvecklats till koncernens största.

## Sport
Cykelsporten är stark i Flandern; bland cyklister som kommer härifrån kan nämnas Rik Van Steenbergen, Eddy Merckx, Lucien Van Impe, Johan Museeuw och Tom Boonen. Två stora cykeltävlingar i Flandern är endagstävlingarna Flandern runt och Gent-Wevelgem.